# Pluskwiaki Polski
Pluskwiaki Polski, hemipterofauna Polski – ogół taksonów pluskwiaków, których występowanie stwierdzono w Polsce.

## Piewiki(Auchenorrhyncha)

### Cykadokształtne(Cicadomorpha)

#### Krasankowate(Cercopidae)
W Polsce stwierdzono następujące gatunki:
- Cercopis sanguinolenta – krasanka przepaskówka
- Cercopis vulnerata – krasanka natrawka

#### Pienikowate(Aphrophoridae)
W Polsce stwierdzono następujące gatunki:
- Aphrophora alni – pienik olchowiec
- Aphrophora corticea – pienik szpilkowiec
- Aphrophora major – piewik bagienny
- Aphrophora pectoralis
- Aphrophora salicina – pienik wierzbowy
- Aphrophora similis – piewik tajgowy
- Lepyronia coleoptrata – śliń łupinka
- Neophilaenus albipennis
- Neophilaenus campestris
- Neophilaenus exclamationis
- Neophilaenus infumatus
- Neophilaenus lineatus – pienik czarnopasek
- Neophilaenus minor
- Peuceptyelus coriaceus
- Philaenus spumarius – pienik ślinianka

#### Piewikowate(Cicadidae)
W Polsce stwierdzono 4 gatunki:
- Cicadetta cantilatrix
- Cicadetta concinna – piewik podolski
- Cicadetta montana – piewik gałązkowiec
- Lyristes plebejus

#### Skoczkowate, bezrąbkowate (Cicadellidae)
W Polsce stwierdzono gatunki:

- Acericerus heydenii
- Acericerus ribauti – czułaj klonowiec
- Acericerus vittifrons – czułaj brodaczek
- Adarrus bellevoyei
- Adarrus multinotatus
- Agallia brachyptera
- Agallia consobrina – chechlica kleksówka
- Aguriahana pictilis
- Aguriahana stellulata – skorolotek drzewnik
- Alebra albostriella
- Alebra coryli
- Alebra neglecta
- Alebra viridis
- Alebra wahlbergi
- Allygidius atomarius
- Allygidius commutatus
- Allygidius furcatus
- Allygidius mayri
- Allygus communis
- Allygus maculatus
- Allygus mixtus – margoń pstrokatek
- Allygus modestus
- Alnetoidia alneti
- Anaceratagallia frisia
- Anaceratagallia ribauti
- Anaceratagallia venosa
- Anoplotettix horvathi
- Anoscopus albifrons
- Anoscopus albiger
- Anoscopus alpinus
- Anoscopus flavostriatus
- Anoscopus histrionicus
- Anoscopus limicola
- Anoscopus serratulae
- Aphrodes aestuarina
- Aphrodes bicincta – ostrogłów polny
- Aphrodes makarovi
- Arboridia erecta
- Arboridia kratochvili
- Arboridia parvula
- Arboridia ribauti
- Arboridia simillima
- Arboridia velata
- Arocephalus languidus
- Arocephalus longiceps
- Arocephalus punctum
- Arthaldeus arenarius
- Arthaldeus pascuellus
- Arthaldeus striifrons
- Artianus interstitialis
- Athysanus argentarius – zdziarek srebrzysty
- Athysanus quadrum
- Austroasca vittata
- Balcanocerus larvatus
- Balclutha boica
- Balclutha calamagrostis
- Balclutha punctata – boniszka wiechlinowiec
- Balclutha rhenana
- Balclutha saltuella
- Batracomorphus allionii
- Batracomorphus irroratus
- Bugraia ocularis
- Chlorita dumosa
- Chlorita mendax
- Chlorita paolii
- Chlorita pusilla
- Chlorita viridula
- Cicadella lasiocarpae
- Cicadella viridis – skoczek sadowiec, bezrąbek sadowiec
- Cicadula albingensis
- Cicadula flori
- Cicadula frontalis
- Cicadula longiventris
- Cicadula ornata
- Cicadula persimilis
- Cicadula quadrinotata
- Cicadula quiquenotata
- Cicadula saturata
- Circulifer haematoceps
- Colladonus torneellus
- Colobotettix morbillosus
- Conosanus obsoletus
- Coryphaelus gyllenhalii
- Cosmotettix aurantiacus
- Cosmotettix caudatus
- Cosmotettix costalis
- Cosmotettix panzeri
- Deltocephalus flavus
- Deltocephalus maculiceps
- Deltocephalus pulicaris – zgłobik ciemny
- Dikraneura variata
- Diplocolenus bohemani
- Diplocolenus sudeticus
- Doliotettix lunulatus
- Doratura concors
- Doratura exilis
- Doratura homophyla
- Doratura horvathi
- Doratura impudica
- Doratura littoralis
- Doratura stylata
- Ebarrius cognatus
- Ebarrius interstinctus
- Edwardsiana alnicola
- Edwardsiana ampliata
- Edwardsiana avellanae
- Edwardsiana bergmani
- Edwardsiana candidula
- Edwardsiana crataegi
- Edwardsiana diversa
- Edwardsiana flavescens
- Edwardsiana frustrator
- Edwardsiana geometrica
- Edwardsiana gratiosa
- Edwardsiana hippocastani
- Edwardsiana ishidai
- Edwardsiana lethierryi
- Edwardsiana martigniaca
- Edwardsiana nigriloba
- Edwardsiana plebeja
- Edwardsiana prunicola
- Edwardsiana rosae – skoczek różany
- Edwardsiana salicicola
- Edwardsiana smreczynskii
- Edwardsiana sociabilis
- Edwardsiana soror
- Edwardsiana spinigera
- Edwardsiana stehliki
- Edwardsiana tersa
- Elymana kozhevnikovi
- Elymana sulphurella
- Emelyanoviana mollicula
- Empoasca affinis
- Empoasca decipiens
- Empoasca kontkaneni
- Empoasca pteridis – skoczek ziemniaczak
- Empoasca vitis
- Erotettix cyane
- Errastunus ocellaris
- Errhomenus brachypterus
- Erythria aureola
- Erythria manderstjernii
- Erythria montandoni
- Erzaleus metrius
- Eupelix cuspidata
- Eupterycyba jucunda
- Eupteryx adspersa
- Eupteryx artemisiae
- Eupteryx atropunctata – skoczek czarnoplamek
- Eupteryx aurata – skorolotek klepsydrowy
- Eupteryx calcarata
- Eupteryx collina
- Eupteryx curtisii
- Eupteryx cyclops
- Eupteryx filicum
- Eupteryx florida
- Eupteryx heydenii
- Eupteryx immaculatifrons
- Eupteryx lelievrei
- Eupteryx notata
- Eupteryx origani
- Eupteryx signatipennis
- Eupteryx stachydearum
- Eupteryx tenella
- Eupteryx thoulessi
- Eupteryx urticae
- Eupteryx vittata
- Eurhadina concinna
- Eurhadina kirschbaumi
- Eurhadina loewii
- Eurhadina pulchella
- Eurhadina ribauti
- Eurhadina saageri
- Euscelidius schenckii
- Euscelidius variegatus
- Euscelis distinguendus
- Euscelis incisus
- Euscelis ohausi
- Euscelis venosus
- Evacanthus acuminatus – krzeszyk żyłkowany
- Evacanthus interruptus – krzeszyk żółtoczarny
- Fagocyba carri
- Fagocyba cruenta
- Fagocyba douglasi
- Fieberiella bohemica
- Fieberiella florii
- Fieberiella septentrionalis
- Forcipata citrinella
- Forcipata forcipata
- Goniagnathus brevis
- Graphocephala fennahi – pisogłówka różanecznikowa, skoczek różanecznikowy
- Graphocraerus ventralis
- Grypotes puncticollis
- Handianus ignoscus
- Hardya tenuis
- Hauptidia distinguenda
- Hephathus nanus
- Hesium domino
- Iassus lanio – skoczek dębowiec
- Iassus scutellaris
- Idiocerus herrichii
- Idiocerus lituratus
- Idiocerus similis
- Idiocerus stigmaticalis
- Idiodonus cruentatus
- Japananus hyalinus
- Jassargus allobrogicus
- Jassargus flori
- Jassargus obtusivalvis
- Jassargus pseudocellaris
- Jassargus repletus
- Jassargus sursumflexus
- Kyboasca bipunctata
- Kybos abstrusus
- Kybos butleri
- Kybos calyculus
- Kybos limpidus
- Kybos lindbergi
- Kybos ludus
- Kybos mucronatus
- Kybos populi
- Kybos rufescens
- Kybos smaragdulus
- Kybos strigilifer
- Kybos strobli
- Kybos virgator
- Laburrus flavovarius
- Laburrus impictifrons
- Laburrus pellax
- Lamprotettix nitidulus
- Ledra aurita – skoczek uszaty
- Leopallia carpathica
- Limotettix atricapillus
- Limotettix striola
- Linnavuoriana dacempunctata
- Linnavuoriana sexmaculata
- Macropsidius sahlbergi
- Macropsis albae
- Macropsis cerea
- Macropsis fuscinervis
- Macropsis fuscula
- Macropsis glandacea
- Macropsis graminea
- Macropsis haupti
- Macropsis impura
- Macropsis infuscata
- Macropsis marginata
- Macropsis megerlei
- Macropsis mendax
- Macropsis najas
- Macropsis notata
- Macropsis prasina
- Macropsis scutellata
- Macropsis vicina
- Macropsis viridinervis
- Macrosteles alpinus
- Macrosteles cristatus
- Macrosteles fieberi
- Macrosteles frontalis
- Macrosteles horvathi
- Macrosteles laevis – skoczek sześciorek
- Macrosteles lividus
- Macrosteles maculosus
- Macrosteles oshanini
- Macrosteles ossiannilssoni
- Macrosteles quadripunctulatus
- Macrosteles sardus
- Macrosteles septemnotatus
- Macrosteles sexnotatus
- Macrosteles sordidipennis
- Macrosteles variatus
- Macrosteles viridigriseus
- Macustus grisescens
- Megophthalmus scanicus
- Mendrausus pauxillus
- Metalimnus formosus
- Metalimnus marmoratus
- Metalimnus steini
- Metidiocerus elegans
- Metidiocerus impressifrons
- Metidiocerus rutilans
- Micantulina micantula
- Micantulina stigmatipennis
- Mocuellus collinus
- Mocuellus quadricornis
- Mocydia crocea
- Mocydiopsis attenuata
- Mocydiopsis longicauda
- Mocydiopsis parvicauda
- Neoaliturus fenestratus
- Neoaliturus guttulatus
- Notus flavipennis
- Oncopsis alni
- Oncopsis appendiculata
- Oncopsis carpini
- Oncopsis flavicollis
- Oncopsis subangulata
- Oncopsis tristis
- Ophiola cornicula
- Ophiola decumana
- Ophiola russeola
- Ophiola transversa
- Opsius stactogalus
- Ossiannilssonola callosa
- Paluda flaveola
- Paralimnus phragmitis
- Paramesus major
- Paramesus obtusifrons
- Parapotes reticulatus
- Pediopsis tiliae
- Penthimia nigra
- Perotettix pictus
- Pinumius areatus
- Pithyotettix abietinus
- Planaphrodes bifasciata
- Planaphrodes laeva
- Planaphrodes nigrita
- Platymetiopius guttatus
- Platymetiopius major
- Platymetiopius undatus
- Populicerus albicans – czułaj bielak
- Populicerus confusus
- Populicerus laminatus
- Populicerus nitidissimus
- Populicerus populi – opacik topolowiec
- Psammotettix albomarginatus
- Psammotettix alienus – zgłobik smużkowaty, skoczek zbożowiak
- Psammotettix angulatus
- Psammotettix cephalotes
- Psammotettix confinis
- Psammotettix dubius
- Psammotettix excisus
- Psammotettix frigidus
- Psammotettix helvolus
- Psammotettix nodosus
- Psammotettix notatus
- Psammotettix pallidinervis
- Psammotettix poecilus
- Psammotettix sabulicola
- Psammotettix striatus
- Recilia coronifera
- Rhopalopyx adumbrata
- Rhopalopyx preyssleri
- Rhopalopyx vitripennis
- Rhytidodus decimusquartus – skoczek topolowy
- Rhytistylus proceps
- Ribautiana alces
- Ribautiana ognevi
- Ribautiana scalaris
- Ribautiana tenerrima
- Ribautiana ulmi
- Sagatus punctifrons
- Sahlbergotettix salicicola
- Sardius argus
- Sonronius binotatus
- Sonronius dahlbomi
- Sorhoanus assimilis
- Sorhoanus xanthoneurus
- Speudotettix montanus
- Speudotettix subfusculus
- Stenidiocerus poecilus
- Stictocoris picturatus
- Streptanus aemulans
- Streptanus confinis
- Streptanus marginatus
- Streptanus okaensis
- Streptanus sordidus
- Stroggylocephalus agrestis
- Stroggylocephalus livens
- Thamnotettix confinis
- Thamnotettix dilutior
- Tremulicerus distinguendus
- Tremulicerus fulgidus
- Tremulicerus tremulae
- Tremulicerus vitreus
- Turrutus socialis
- Typhlocyba quercus
- Verdanus abdominalis
- Verdanus bensoni
- Viridicerus ustulatus
- Wagneriala incisa
- Wagneriala minima
- Wagneripteryx germari
- Zonocyba bifasciata
- Zygina angusta
- Zygina flammigera
- Zygina hyperici
- Zygina lunaris
- Zygina ordinaria
- Zygina roseipennis
- Zygina rubrovittata
- Zygina schneideri
- Zygina suavis
- Zygina tiliae
- Zygina tithide
- Zyginella pulchra
- Zyginidia mocsaryi
- Zyginidia pullula
- Zyginidia scutellaris
- Zyginidia viaduensis

#### Ulopidae
W Polsce stwierdzono 3 gatunki:
- Ulopa reticulata
- Utecha lugens
- Utecha trivia

#### Zgarbkowate(Membracidae)
W Polsce stwierdzono 3 gatunki:
- Centrotus cornutus – zgarb rogaty
- Gargara genistae – zgarb ostrożyca
- Stictocephala bisonia – kolcoróg bizoniak

### Fulgorokształtne(Fulgoromorpha)

#### Cybelowate(Tettigometridae)
W Polsce stwierdzono 6 gatunków:
- Tettigometra atra
- Tettigometra fusca
- Tettigometra impressopunctata
- Tettigometra laeta
- Tettigometra leucophaea – cybela lnowiec
- Tettigometra virescens

#### Ocikowate(Caliscelidae)
W Polsce stwierdzono tylko jeden gatunek:
- Ommatidiotus dissimilis

#### Owoszczowate(Issidae)
W Polsce stwierdzono 2 gatunki:
- Issus coleoptratus – owoszcza brązowa
- Issus muscaeformis

#### Sietnicowate(Dictyopharidae)
W Polsce stwierdzono tylko jeden gatunek:
- Dictyophara europeana – sietnica europejska

#### Szrońcowate(Cixiidae)
W Polsce stwierdzono następujące gatunki:
- Cixius alpestris
- Cixius beieri
- Cixius cambricus
- Cixius cunicularius
- Cixius distinguendus
- Cixius dubius
- Cixius heydenii
- Cixius nervosus – szroniec leśny
- Cixius similis
- Cixius simplex
- Cixius stigmaticus
- Myndus musivus
- Pentastiridius beieri
- Pentastiridius leporinus
- Reptalus panzeri
- Tachycixius pilosus – szrończyk owłosek
- Trigonocranus emmeae

#### Szydlakowate(Delphacidae)
W Polsce stwierdzono gatunki:

- Acanthodelphax denticauda
- Acanthodelphax spinosa – szydlak półskrzydlak
- Achorotile albosignata
- Achorotile longicornis
- Anakelisia fasciata
- Anakelisia perspicillata
- Asiraca clavicornis – uścielica płatkonoga
- Calligypona reyi
- Chloriona dorsata
- Chloriona glaucescens
- Chloriona smaragdula
- Chloriona stenoptera
- Chloriona vasconica
- Chlorionidea flava
- Conomelus anceps – szczeciel sitarz
- Conomelus loriferdehneli
- Criomorphus albomarginatus
- Criomorphus borealis
- Delphacinus mesomelas
- Delphacodes capnodes
- Delphacodes venosus
- Delphax crassicornis
- Delphax pulchella – szydlak jasnoskrzydły
- Dicranotropis divergens
- Dicranotropis hamata – łączyk krótkoskrzydły
- Ditropis pteridis
- Ditropsis flavipes
- Euconomelus lepidus
- Euides alpina
- Euides basilinea
- Eurybregma nigrolineata – szydlak czarnopasek
- Eurysa lineata
- Eurysula lurida
- Florodelphax leptosoma
- Gravesteiniella boldi
- Hyledelphax elegantula
- Jassidaeus lugubris
- Javesella discolor
- Javesella dubia
- Javesella forcipata
- Javesella obscurella
- Javesella pellucida – szydlak trawnik, skoczek trawnik
- Javesella salina
- Javesella simillima
- Javesella stali – skoczek skrzypik
- Kelisia confusa
- Kelisia guttula
- Kelisia guttulifera
- Kelisia haupti
- Kelisia monoceros
- Kelisia pallidula
- Kelisia praecox
- Kelisia punctulum
- Kelisia ribauti
- Kelisia sabulicola
- Kelisia vittipennis
- Kosswigianella exigua
- Laodelphax striatella – szydlak zbożowiec
- Megadelphax sordidula
- Megamelus notula
- Metropis inermis
- Metropis latifrons
- Mirabella albifrons
- Muellerianella brevipennis – trawniczka śmiałkowa
- Muellerianella extrusa – trawniczka zmiennobarwna
- Muellerianella fairmairei – trawniczka wydmowa
- Muirodelphax aubei
- Nothodelphax albocarinata
- Nothodelphax distincta
- Oncodelphax pullula
- Paradelphacodes paludosa
- Paraliburnia adela
- Paraliburnia clypealis
- Ribautodelphax albostriata
- Ribautodelphax angulosa
- Ribautodelphax collina
- Ribautodelphax imitans
- Ribautodelphax pallens
- Ribautodelphax pungens
- Stenocranus fuscovittatus
- Stenocranus major
- Stenocranus minutus – podłężnik łąkowy
- Stiroma affinis
- Stiroma bicarinata
- Struebingianella lugubrina
- Toya propinqua
- Unkanodes excisa
- Xanthodelphax flaveola – szydlaczek rdzawy
- Xanthodelphax straminea
- Xanthodelphax xantha

## Pluskwiaki różnoskrzydłe(Heteroptera)
W Polsce występuje ok. 740 gatunków.

### Cimicomorpha

#### Dziubałkowate(Anthocoridae)
W Polsce ok. 40 gatunków, w tym:
- Acompocoris alpinus
- Acompocoris pygmeus – dziubaczek żółtoskrzydły
- Amphiareus obscuriceps – najadek żółcik
- Anthocoris amplicollis
- Anthocoris confusus – dziubałek lśniący
- Anthocoris gallarumulmi
- Anthocoris limbatus
- Anthocoris minki – dziubałek barwny
- Anthocoris nemoralis – dziubałek nadrzewny
- Anthocoris nemorum – dziubałek gajowy
- Anthocoris pilosus
- Anthocoris sarothamni
- Anthocoris simulans – dziubałek najesionek
- Cardiastethus fasciiventris
- Dufouriellus ater – uriel wciornastkowiec
- Elatophilus nigricornis
- Elatophilus pini
- Elatophilus stigmatellus
- Lyctocoris campestris
- Lyctocoris dimidiatus – użarek wąskoczoły
- Orius agilis
- Orius horvathi
- Orius laticollis
- Orius majusculus – dziubałeczek żółtonogi
- Orius minutus – trzycik mały
- Orius niger – dziubałeczek czarny
- Orius vicinus
- Scoloposcelis obscurella
- Scoloposcelis pulchella
- Temnostethus dacicus
- Temnostethus gracilis – cięciel plamorogi
- Temnostethus longirostris
- Temnostethus pusillus
- Temnostethus reduvinus
- Tetraphleps bicuspis
- Xylocoridea brevipennis
- Xylocoris cursitans – ściskoń brunatny
- Xylocoris formicetorum
- Xylocoris galactinus
- Xylocoris lativentris

#### Microphysidae
W Polsce pięć gatunków:
- Loricula elegantula
- Loricula pselaphiformis
- Myrmedobia coleoptrata
- Myrmedobia distinguenda
- Myrmedobia exilis

#### Pluskwowate(Cimicidae)
W Polsce 4 gatunki:
- Cimex columbarius – pluskwa gołębia
- Cimex dissimilis
- Cimex lectularius – pluskwa domowa
- Oecianus hirundinis – pluskwa jaskółcza

#### Prześwietlikowate(Tingidae)
W Polsce ok. 55 gatunków:
- Acalypta brunnea
- Acalypta carinata – jatlica zbieżnożebra
- Acalypta gracilis
- Acalypta marginata – jatlica mchowa
- Acalypta musci
- Acalypta nigrina – jatlica zaokrąglona
- Acalypta parvula
- Acalypta platycheila
- Agramma confusum
- Agramma femorale
- Agramma laetum
- Agramma ruficorne
- Agramma tropidopterum
- Campylosteira verna
- Catoplatus carthusianus
- Catoplatus fabricii
- Copium clavicorne
- Corythucha ciliata – prześwietlik platanowy
- Derephysia cristata
- Derephysia foliacea – szklarzyk nabluszczek
- Dictyla convergens
- Dictyla echii – prześwietlik wargowiec
- Dictyla humuli – prześwietlik bladoplecy
- Dictyla lupuli
- Dictyla platyoma
- Dictyla rotundata
- Dictyonota fuliginosa
- Dictyonota strichnocera
- Elasmotropis testacea
- Galeatus affinis
- Galeatus maculatus – witrażyk kołnierzasty
- Galeatus sinuatus
- Galeatus spinifrons
- Kalama tricornis – siatecznik czarnorogi
- Lasiacantha capucina
- Lasiacantha gracilis
- Oncochila scapularis
- Oncochila simplex – epoletnik rdzawy
- Physatocheila confinis
- Physatocheila costata – kosterniczka drzewiaczka
- Physatocheila dumetorum – kosterniczka owocowa
- Physatocheila harwoodi
- Physatocheila smreczynskii – kosterniczka Smreczyńskiego
- Stephanitis oberti – prześwietlik borówkowiec
- Stephanitis pyri – prześwietlik sadowiec
- Stephanitis rhododendri – prześwietlik różanecznikowiec
- Stephanitis takeyai – prześwietlik piersiowiec
- Tingis ampliata – prześwietlik szerokoplecy
- Tingis angustata
- Tingis cardui – prześwietlik ostowiec
- Tingis crispata – prześwietlik dwurzędowiec
- Tingis geniculata
- Tingis grisea
- Tingis maculata
- Tingis pilosa – prześwietlik podwinięty
- Tingis ragusana
- Tingis reticulata – prześwietlik długowłosek

#### Tasznikowate(Miridae)
W Polsce ponad 260 gatunków:

- Acetropis carinata
- Acetropis gimmerthalii
- Actinotus pulcher – delfin tęczowy
- Adelphocoris detritus
- Adelphocoris josifovi
- Adelphocoris lineolatus – ozdobnik lucernowiec
- Adelphocoris quadripunctatus – ozdobnik czarnowłos
- Adelphocoris reichelii – ozdobnik białoklinik
- Adelphocoris seticornis – ozdobnik malinowy
- Adelphocoris ticinensis – ozdobnik kraśnik
- Adelphocoris vandalicus – ozdobnik wandalek
- Agnocoris reclairei – tofik rudy
- Agnocoris rubicundus
- Alloeonotus fulvipes
- Alloeotomus germanicus – tytel szyszkowiak
- Alloeotomus gothicus – tytel cętkowany
- Amblytylus albidus
- Amblytylus nasutus – nałazik kukurydziany
- Apolygus limbatus
- Apolygus lucorum – zielonek bylicowiec
- Apolygus rhamnicola
- Apolygus spinolae – zielonek pokrzywowiec
- Asciodema obsoletum
- Atractotomus kolenatti
- Atractotomus magnicornis – tasznik szpilkowiec
- Atractotomus mali – purpuratek jabłoniowiec
- Blepharidopterus angulatus – roztoczarz zielonawy
- Blepharidopterus diaphanus – roztoczarz bladorogi
- Bothynotus pilosus
- Brachyarthrum limitatum
- Brachycoleus decolor
- Brachycoleus pilicornis pilicornis
- Bryocoris pteridis – paprocieniec leśny
- Calocoris affinis – tasznik zielony
- Calocoris alpestris – ładzik wydłużony
- Calocoris roseomaculatus – ładzik różowoplamik
- Camptozygum aequale
- Campylomma annulicorne
- Campylomma verbasci – otocik dziewannowy
- Campyloneura virgula – cytryn dzieworodek
- Capsodes gothicus – ogładzik buraczak
- Capsus ater – tasznik czarny
- Capsus pilifer
- Capsus wagneri
- Charagochilus gyllenhalii
- Charagochilus weberi
- Chlamydatus evanescens – przylist skalnik
- Chlamydatus longirostris
- Chlamydatus pulicarius – przylist długoskrzydlak
- Chlamydatus pullus – przylist chochlik
- Chlamydatus saltitans
- Closterotomus biclavatus – ładzik byliniak
- Closterotomus fulvomaculatus – ładzik jasnoplamy
- Closterotomus norwegicus – ładzik norweski
- Compsidolon salicellum – dudul blady
- Conostethus roseus
- Cremnocephalus albolineatus
- Cremnocephalus alpestris – magnatek łezkowaty
- Criocoris crassicornis – ległoń przytulinowy
- Criocoris nigripes
- Cyllecoris histrionius – zdobnik gęstwiniak
- Cyrtorhinus caricis
- Deraeocoris annulipes – błyszczek modrzewiak
- Deraeocoris flavilinea – błyszczek prążkonogi
- Deraeocoris lutescens – błyszczek punktowany
- Deraeocoris olivaceus – błyszczek banitek
- Deraeocoris punctulatus – błyszczek ciemnogłowy
- Deraeocoris ruber – błyszczek elegancik
- Deraeocoris scutellaris
- Deraeocoris trifasciatus – błyszczek szafirek
- Dichrooscytus intermedius
- Dichrooscytus rufipennis
- Dicyphus annulatus – dybiel wilżynowiec
- Dicyphus constrictus
- Dicyphus epilobii – dybiel nadobnik
- Dicyphus errans – dybiel zwyczajny
- Dicyphus globulifer – dybiel goździczak
- Dicyphus pallicornis – naparstnik zielonawy
- Dicyphus pallidus
- Dicyphus stachydis
- Dryophilocoris flavoquadrimaculatus – raptun mszycołów
- Europiella albipennis
- Europiella alpina
- Europiella artemisiae
- Eurycolpus flaveolus
- Euryopicoris nitidus
- Globiceps flavomaculatus – łowczyk żółtoczarny
- Globiceps fulvicollis
- Globiceps juniperi
- Globiceps sordidus
- Globiceps sphaegiformis – łowczyk dwuguzek
- Grypocoris sexguttatus – wdrapek cytryniak
- Hallodapus montandoni
- Hallodapus rufescens
- Halticus apterus – przegonik bezskrzydły
- Halticus luteicollis – przegonik żółtogłowy
- Halticus pusillus
- Halticus saltator
- Harpocera thoracica – więźlec zmienny
- Heterocapillus tigripes
- Heterocordylus erythropthalmus
- Heterocordylus genistae – kordek janowcowiec
- Heterocordylus leptocerus
- Heterocordylus tibialis
- Heterocordylus tumidicornis – kordek tarninowiec
- Heterotoma merioptera – pierzak południowiec
- Heterotoma planicornis – pierzak miejski
- Hoplomachus thunbergii
- Horistus orientalis – ogładzik bluszczykowiec
- Hypseloecus visci – jemiołuszek ozłocony
- Isometopus intrusus
- Leptopterna dolabrata – ścięga łąkowa
- Leptopterna ferrugata – ścięga różowa
- Liocoris tripustulatus – lulek małoplamek
- Lopus decolor – lolek niepozorny
- Lygocoris contaminatus – zmienik serduszak
- Lygocoris pabulinus – zmienik pokrzywiak
- Lygocoris rugicollis – zmienik wierzbowiec
- Lygocoris viridis
- Lygus gemellatus
- Lygus pratensis – zmienik ziemniaczak
- Lygus punctatus – zmienik czerwieniejący
- Lygus rugulipennis – zmienik lucernowiec
- Lygus wagneri
- Macrolophus pygmaeus – skrzecik mączlikowy
- Macrolophus rubi – skrzecik jeżyniak
- Macrotylus herrichi – maryn urokliwy
- Macrotylus horvathi – maryn mierzwicowiec
- Macrotylus paykullii – maryn cętkowany
- Macrotylus quadrilineatus
- Macrotylus solitarius
- Malacocoris chlorizans – delikacik zielonawy
- Mecomma ambulans
- Megacoelum beckeri
- Megacoelum infusum – czuwaj dębowiec
- Megaloceroea recticornis – ścięga długoroga
- Megalocoleus exsanguis
- Megalocoleus molliculus – bebzik krwawnikowiec
- Megalocoleus tanaceti – bebzik wrotyczowiec
- Mermitelocerus schmidtii – ukiel seledynowy
- Miris striatus – tasznik pstry
- Monalocoris filicis – paprocieniec żółtogłowy
- Monosynamma bohemanni
- Monosynamma sabulicola
- Myrmecoris gracilis
- Notostira elongata – ścięga ugorowa
- Notostira erratica – ścięga wędrowna
- Odontoplatys bidentulus
- Oncotylus punctipes – chropook wrotyczowiec
- Oncotylus viridiflavus – chropook chmielowiec
- Orthocephalus bivittatus
- Orthocephalus brevis – wyrywnik nagoskrzydły
- Orthocephalus coriaceus – wyrywnik złotawy
- Orthocephalus saltator – wyrywnik ruchliwy
- Orthocephalus vittipennis – wyrywnik smugoskrzydły
- Orthonotus rufifrons – uczarek pokrzywnik
- Orthops basalis – załadzik łąkowiec
- Orthops campestris
- Orthops kalmii – załadzik baldaszkowiec
- Orthops montanus
- Orthotylus adenocarpi
- Orthotylus bilineatus
- Orthotylus concolor
- Orthotylus ericetorum
- Orthotylus flavinervis – zielonatek jaworowiec
- Orthotylus flavosparsus – zielonatek żwawy
- Orthotylus fuscescens
- Orthotylus interpositus
- Orthotylus marginalis – zielonatek mszycowiec
- Orthotylus nassatus
- Orthotylus prasinus
- Orthotylus tenellus
- Orthotylus virens
- Orthotylus virescens
- Orthotylus viridinervis
- Pachytomella parallela – czernidlak równobok
- Pantilius tunicatus – dorodnik szykowny
- Parapsallus vitellinus
- Phoenicocoris dissimilis
- Phoenicocoris modestus
- Phoenicocoris obscurellus
- Phylus coryli – ulanik leszczynowiec
- Phylus melanocephalus – ulanik dąbrowiec
- Phylus plagiatus
- Phytocoris confusus
- Phytocoris dimidiatus
- Phytocoris insignis
- Phytocoris intricatus
- Phytocoris jordani
- Phytocoris longipennis
- Phytocoris nowickyi
- Phytocoris pini
- Phytocoris populi – pospiesznik zalistnik
- Phytocoris reuteri – pospiesznik marmurkowy
- Phytocoris tiliae – pospiesznik lipowy
- Phytocoris ulmi – pospiesznik wzorzysty
- Phytocoris varipes – pospiesznik łąkowy
- Piezocranum simulans
- Pilophorus cinnamopterus – lubik sosnowiec
- Pilophorus clavatus – lubik białopręgi
- Pilophorus confusus – lubik mróweczka
- Pilophorus perplexus – aksamitek przepaskowiec
- Pinalitus atomarius
- Pinalitus cervinus – chyłek parkowy
- Pinalitus rubricatus
- Pinalitus viscicola
- Pithanus maerkelii – cyncul bestwiec
- Placochilus seladonicus – mamil seledynowy
- Plagiognathus arbustorum – ulanik udopasek
- Plagiognathus bipunctatus
- Plagiognathus chrysanthemi – ulanik chryzantemowiec
- Plagiognathus fulvipennis – ulanik żółtoskrzydły
- Plesiodema pinetella
- Polymerus asperulae
- Polymerus brevicornis
- Polymerus cognatus
- Polymerus holosericeus
- Polymerus microphthalmus
- Polymerus nigrita
- Polymerus palustris
- Polymerus unifasciatus
- Polymerus vulneratus
- Psallus ambiguus – tasznik jabłonowiec
- Psallus assimilis
- Psallus betuleti
- Psallus confusus
- Psallus falleni
- Psallus flavellus
- Psallus haematodes
- Psallus lapponicus
- Psallus lepidus
- Psallus luridus
- Psallus mollis
- Psallus perrisi
- Psallus piceae
- Psallus pinicola
- Psallus quercus
- Psallus salicis
- Psallus variabilis
- Psallus varians
- Psallus vittatus
- Psallus wagneri
- Pseudoloxops coccineus – jaspisek jesioniak
- Reuteria marqueti
- Rhabdomiris striatellus – tasznik dębomir
- Salicarius roseri – mszycownik wierzbowy
- Stenodema calcarata – mściel uzbrojony
- Stenodema holsata – mściel łąkowy
- Stenodema laevigata – mściel natrawny
- Stenodema sericans
- Stenodema trispinosa
- Stenodema virens
- Stenotus binotatus – długoryjek żółtoczarny
- Sthenarus rotermundi
- Strongylocoris leucocephalus – mocarek dzwonkowiec
- Strongylocoris luridus
- Strongylocoris niger
- Strongylocoris steganoides
- Systellonotus triguttatus
- Teratocoris antennatus – brelotek zmienny
- Teratocoris paludum
- Teratocoris saundersi
- Tinicephalus hortulanus
- Trigonotylus caelestialium – wysmukłek zdobnorogi
- Trigonotylus psammaecolor – wysmukłek wydmowy
- Trigonotylus pulchellus
- Trigonotylus ruficornis
- Tuponia prasina
- Tyttus pygmaeus – tytus karlik

#### Zajadkowate(Reduviidae)
W Polsce 9 gatunków:
- Coranus subapterus – owalniak napiaskowy
- Empicoris baerensprungi – komarek kolcogrzbiet
- Empicoris culiciformis – komarek wysmukły
- Empicoris vagabundus – komarek wałęsacz
- Phymata crassipes – chwytnica rdzawa
- Pygolampis bidentata – ogniszek bazyliszek
- Reduvius personatus – zajadek domowy
- Rhynocoris annulatus – srogoń napastnik
- Rhinocoris iracundus – srogoń baldaszkowiec

#### Zażartkowate(Nabidae)
W Polsce 15 gatunków:
- Himacerus apterus – zażartka drzewna
- Himacerus major – zażartka żółtobrzeżka
- Himacerus mirmicoides – zażartka mrówkowata
- Nabis brevis – zażartka ciemnobroda
- Nabis ericetorum – zażartka czerwonawa
- Nabis ferus – zażartka pospolita
- Nabis flavomarginatus – zażartka dwupasa
- Nabis limbatus – zażartka jajowata
- Nabis lineatus – zażartka tarczak
- Nabis pseudoferus – zażartka skąpowłosa
- Nabis punctatus
- Nabis rugosus – zażartka podtrawna
- Prostemma aeneicolle – klęśnik metaliczny
- Prostemma guttula – klęśnik czerwonoudy
- Stalia boops – stalia wielkooka

### Dipsocoromorpha

#### Ceratocombidae
W Polsce 3 gatunki:
- Ceratocombus brevipennis
- Ceratocombus coleoptratus
- Ceratocombus corticalis

#### Dipsocoridae
W Polsce 4 gatunki:
- Cryptostemma alienum
- Cryptostemma carpathicum
- Cryptostemma pusillimum
- Cryptostemma waltli

### Leptopodomorpha

#### Nabrzeżkowate(Saldidae)
W Polsce 23 gatunki:

- Chartoscirta cincta
- Chartoscirta cocksii
- Chartoscirta elegantula
- Halosalda lateralis
- Macrosaldula scotica
- Macrosaldula variabilis
- Micracanthia marginalis
- Salda littoralis
- Salda morio
- Salda muelleri
- Salda sahlbergi
- Saldula arenicola
- Saldula c-album
- Saldula fucicola
- Saldula melanoscela
- Saldula opacula
- Saldula orthochila
- Saldula pallipes
- Saldula palustris
- Saldula pilosella
- Saldula saltatoria – nabrzeżka skacząca
- Teloleuca branczikii
- Teloleuca pellucens

### Pentatomomorpha

#### Aphelocheiridae
W Polsce jeden gatunek:
- Aphelocheirus aestivalis

#### Artheneidae
W Polsce stwierdzono jeden gatunek:
- Chilacis typhae

#### Blissidae
W Polsce stwierdzono 4 gatunki:
- Dimorphopterus blissoides
- Dimorphopterus spinolae
- Ischnodemus sabuleti
- Ischnodemus quadratus

#### Błyszczykowate(Thyreocoridae)
W Polsce jeden gatunek:
- Thyreocoris scarabaeoides – błyszczyk żukowaty

#### Brudźcowate(Rhyparochromidae)
W Polsce stwierdzono:

- Acompus laticeps
- Acompus pallipes – prostasz roszpunkowiec
- Acompus rufipes – prostasz walerianowy
- Aellopus atratus – hyzik czenidlak
- Aphanus rolandri – szykun smoluch
- Beosus maritimus – bodzik nadmorski
- Drymus brunneus – lesiec zmienny
- Drymus latus
- Drymus pilicornis
- Drymus pumilio
- Drymus ryeii – lesiec nasiennik
- Drymus sylvaticus – lesiec gładkonogi
- Emblethis denticollis – kilczyk zęboszyj
- Emblethis duplicatus
- Emblethis griseus
- Emblethis verbasci – kilczyk stożkonóg
- Eremocoris abietis – opuszczel dwuzębny
- Eremocoris fenestratus – opuszczel okazały
- Eremocoris plebejus – opuszczel brunatniak
- Eremocoris podagricus – opuszczel jednozębny
- Gastrodes abietum – barczel świerkowy
- Gastrodes grossipes – barczel sosnowy
- Gonianotus marginepunctatus – żegżyk łódeczka
- Graptopeltus lynceus – sępień rombowiec
- Ischnocoris angustulus
- Ischnocoris hemipterus
- Ischnocoris punctulatus
- Lamproplax picea
- Lasiosomus enervis
- Ligyrocoris sylvestris – zgrabnik krótkoskrzydły
- Macrodema microptera
- Megalonotus antennatus – strzeszyk żółtonogi
- Megalonotus chiragra – strzeszyk czernik
- Megalonotus dilatatus
- Megalonotus hirsutus – strzeszyk kosmacz
- Megalonotus praetextatus – strzeszyk gładkoplecy
- Megalonotus sabulicola – strzeszyk rudogoleń
- Pachybrachius fracticollis – kryzik turzycowiec
- Pachybrachius luridus
- Panaorus adspersus
- Peritrechus convivus
- Peritrechus geniculatus – przewężeń nakłosiak
- Peritrechus gracilicornis – przewężeń grochowiec
- Peritrechus lundii
- Peritrechus nubilus – przewężeń obieżeń
- Pionosomus opacellus
- Pionosomus varius – zdrobiał włochaty
- Plinthisus brevipennis – spłaszcz ziarniak
- Plinthisus pusillus – spłaszcz trawniak
- Pterotmetus staphyliniformis – porajek zwinny
- Raglius alboacuminatus – urzel jabłonowiec
- Raglius confusus
- Rhyparochromus phoeniceus – brudziec czerwonawy
- Rhyparochromus pini – brudziec sosnowy
- Rhyparochromus vulgaris – brudziec zwyczajny
- Scolopostethus affinis – drzazguń dwuguzek
- Scolopostethus decoratus – drzazguń wrzosak
- Scolopostethus grandis – drzazguń ściółkowiec
- Scolopostethus pictus – drzazguń skrzydlacz
- Scolopostethus pilosus
- Scolopostethus puberulus
- Scolopostethus thomsoni – drzazguń krótkolotek
- Sphragisticus nebulosus – oszczecik łaciak
- Stygnocoris fuligineus – zaskalnik długogłowy
- Stygnocoris pygmaeus
- Stygnocoris rusticus – zaskalnik skromnik
- Stygnocoris sabulosus – zaskalnik rudy
- Taphropeltus contractus – tłuczeń nakłuwany
- Taphropeltus hamulatus
- Taphropeltus contractus
- Taphropeltus hamulatus
- Trapezonotus anorus
- Trapezonotus arenarius – grojnik sucholub
- Trapezonotus desertus – grojnik ciemny
- Trapezonotus dispar – grojnik dwuparek
- Trapezonotus ullrichi – grojnik jastrunowy
- Tropistethus holosericeus – naziemiec tycik
- Xanthochilus quadratus – zezun wnikliwy

#### Kowalowate(Pyrrhocoridae)
W Polsce 2 gatunki:
- Pyrrhocoris apterus – kowal bezskrzydły, k. dwuplamek
- Pyrrhocoris marginatus – kowal ciemnoskrzydły

#### Korowcowate(Aradidae)
W Polsce 18 gatunków:
- Aneurus avenius – obłazik podkorowy
- Aneurus laevis – obłazik brzydal
- Aradus aterrimus
- Aradus betulae – korowiec brzozowy
- Aradus betulinus – korowiec tarczoplamek
- Aradus bimaculatus – korowiec dwuplamek
- Aradus brevicollis
- Aradus cinnamomeus – korowiec sosnowy
- Aradus conspicuus – korowiec wąskoszyj
- Aradus corticalis
- Aradus depressus – korowiec płaski
- Aradus erosus
- Aradus lugubris
- Aradus obtectus – korowiec gładkoskrzydły
- Aradus signaticornis
- Aradus truncatus – korowiec półplamiec
- Aradus versicolor – korowiec innorogi
- Mezira tremulae – powolnica pniaczel

#### Pawężowate(Plataspidae)
W Polsce jeden gatunek:
- Coptosoma scutellatum – pawęża ziołówka

#### Płaszczyńcowate(Piesmatidae)
W Polsce 4 gatunki, w tym:
- Parapiesma quadratum – płaszczyniec burakowy
- Parapiesma variabile
- Piesma capitatum
- Piesma maculatum – płaszczyniec komosiak

#### Puklicowate(Acanthosomatidae)
W Polsce 7 gatunków:
- Acanthosoma haemorrhoidale – puklica rudnica
- Cyphostethus tristriatus – jarzmiec jałowcówka
- Elasmostethus minor – ukrzeniec porzeczniak
- Elasmostethus interstinctus – ukrzeniec rynniec, puklica rynniec
- Elasmostethus brevis
- Elasmucha ferrugata – knieżyca porzeczkówka
- Elasmucha grisea – knieżyca szara
- Elasmucha fieberi – knieżyca brzozówka

#### Sienikowate(Heterogasteridae)
W Polsce stwierdzono 4 gatunki:
- Heterogaster artemisiae – sienik piołunowiec
- Heterogaster cathariae – sienik czarnobiodry
- Heterogaster urticae – sienik pokrzywnik
- Platyplax salviae – płyciec szałwiowy

#### Skupieńcowate(Oxycarenidae)
W Polsce do 2019 roku stwierdzono 8 gatunków:
- Camptotelus lineolatus
- Tropidophlebia costalis
- Macroplax preyssleri
- Metopoplax ditomoides
- Metopoplax origani
- Oxycarenus lavaterae – skupieniec lipowy
- Oxycarenus modestus
- Oxycarenus pallens

#### Smukleńcowate(Berytidae)
W Polsce 8 gatunków:
- Berytinus clavipes – nibugar długorogi
- Berytinus crassipes – nibugar krępy
- Berytinus hirticornis – nibugar kosmatorogi
- Berytinus minor – nibugar mniejszy
- Berytinus signoreti – nibugar jasnonogi
- Gampsocoris culicinus[38]
- Gampsocoris punctipes – klemens wilżynowiec
- Metatropis rufescens – sonik tarczokolec
- Neides tipularius – smukleniec komarnicowaty

#### Smyczykowate(Alydidae)
W Polsce 2 gatunki:
- Alydus calcaratus – smyczyk mrówkownik
- Megalotomus junceus – smyczyk obrzeżony

#### Stenocephalidae
W Polsce trzy gatunki:
- Dicranocephalus agilis
- Dicranocephalus albipes
- Dicranocephalus medius

#### Tarczówkowate(Pentatomidae)
W Polsce 46 gatunków:
- Aelia acuminata – lednica zbożowa
- Aelia klugii – lednica kostrzewowa
- Aelia rostrata – lednica ryjowata
- Antheminia lunulata – anteminia księżycowa
- Arma custos – wojnica drapieżna
- Carpocoris fuscispinus – borczyniec owocowy
- Carpocoris melanocerus
- Carpocoris purpureipennis – borczyniec południowy
- Chlorochroa juniperina – selednica jałowcowa
- Chlorochroa pinicola – selednica sosnowa
- Dolycoris baccarum – plusknia jagodziak, plusknia poziomczak
- Eurydema dominulus – warzywnica jednobarwna
- Eurydema fieberi – warzywnica ciemnoskrzydła
- Eurydema oleracea – warzywnica kapustna
- Eurydema ornata – warzywnica ozdobna
- Eurydema rotundicollis – warzywnica góralka
- Eysarcoris aeneus – tłustosz zielarz
- Eysarcoris ventralis – tłustosz śródziemnomorski
- Graphosoma italicum – strojnica włoska
- Holcostethus sphacelatus – pierścienica ziołomirka
- Jalla dumosa – pojawica krasawica
- Menaccarus arenicola
- Neottiglossa leporina – nidzica żółtobrzega
- Neottiglossa pusilla – nidzica mała, nidzica punktowana
- Nezara viridula – nezara zielona
- Palomena prasina – odorek zieleniak
- Palomena viridissima – odorek jednobarwek
- Pentatoma rufipes – tarczówka rudonoga
- Peribalus strictus – pierścienica krasnoroga
- Picromerus bidens – zbrojec dwuzębny
- Piezodorus lituratus – ostrosz rączycowaty
- Pinthaeus sanguinipes – napadacz płaskonogi
- Podops inunctus – tarczkownik młotnik
- Rhacognathus punctatus – nadmiel chwytacz
- Rhaphigaster nebulosa – dzidosz mglisty
- Rubiconia intermedia – wietlica obwiedziona
- Sciocoris cursitans – niklik brzuchopasek
- Sciocoris distinctus – niklik klinoplamek
- Sciocoris homalonotus – niklik przypłaszczony
- Sciocoris macrocephalus – niklik wielkogłowy
- Sciocoris microphthalmus – niklik drobnooki
- Sciocoris umbrinus – niklik białoplamek
- Stagonomus amoenus – oczatnica półksiężycowata
- Stagonomus bipunctatus – oczatnica dwuplama
- Stagonomus venustissimus – tłustosz zielonobrzuchy
- Staria lunata – południca słoneczna
- Troilus luridus – zawadzik leśniczek
- Zicrona caerulea – porembica stalnica

#### Wtykowate(Coreidae)
W Polsce 17 gatunków:
- Arenocoris fallenii – wtyk gruborożek
- Bathysolen nubilus – wtyk głębiec
- Bothrostethus annulipes – zwierzchał kolcorożek
- Ceraleptus gracilicornis – wtyk haczykowiec
- Ceraleptus lividus – wtyk kudłorożek
- Coreus marginatus – wtyk straszyk, straszyk szczawiowiec
- Coriomeris denticulatus – wtyk drobnokolec
- Coriomeris scabricornis
- Enoplops scapha – wtyk równotarczyk
- Gonocerus acuteangulatus – wtyk nakrzewny
- Gonocerus juniperi – wtyk jałowcowiec
- Leptoglossus occidentalis – wtyk amerykański
- Nemocoris fallenii
- Spathocera dalmanii
- Spathocera laticornis – wtyk kopytczak
- Syromastus rhombeus – straszyk łąkowy
- Ulmicola spinipes

#### Wyłupieniowate(Geocoridae)
W Polsce stwierdzono 3 gatunki:
- Geocoris ater – wyłupień czarny
- Geocoris dispar
- Geocoris grylloides – wyłupień świerszczowaty

#### Wysysowate(Rhopalidae)
W Polsce 14 gatunków:
- Brachycarenus tigrinus – tygrysiec
- Chorosoma schillingii – wysmuklinka trawna
- Corizus hyoscyami – glinik lulkarz[44]
- Lirohyssus hyalinus – zgrubień welonowy
- Myrmus miriformis – ciencik mróweczka
- Rhopalus consperesus
- Rhopalus maculatus – byliniak żółtawy
- Rhopalus parumpunctatus – byliniak glinik
- Rhopalus rufus
- Rhopalus subrufus – byliniak rudawy
- Stictopleurus abutilon – wysysek ostrogoniec
- Stictopleurus crassicornis – wysysek tępogon
- Stictopleurus pictus – wysysek ogoniec
- Stictopleurus punctatonervosus – wysysek ostrogon

#### Wzdęcielowate(Cymidae)
W Polsce stwierdzono 4 gatunki:
- Cymus aurescens
- Cymus claviculus – wzdęciel owalnik
- Cymus glandicolor – wzdęciel turzycowy
- Cymus melanocephalus – wzdęciel szuwarowy

#### Ziemikowate(Cydnidae)
W Polsce 13 gatunków:
- Adomerus biguttatus – błyszcz dwuplamek
- Byrsinus flavicornis – ziemik włochatobrzuchy
- Canthophorus dubius
- Canthophorus impressus
- Cydnus aterrimus – ziemik tarczyca
- Legnotus limbosus – ziemik przytuliowy
- Legnotus picipes – ziemik sucholubny
- Microporus nigrita – ziemik brunatny
- Ochetostethus opacus
- Sehirus luctuosus – ziemik spiżowy
- Sehirus morio
- Tritomegas bicolor – siedliszek dwubarwny
- Tritomegas sexmaculatus – siedliszek sześcioplamy

#### Zwińcowate(Lygaeidae)
W Polsce stwierdzono:
- Arocatus longiceps – pomyk platanowy
- Arocatus melanocephalus – pomyk wiązowiec
- Arocatus roeselii – pomyk olchowiec
- Horvathiolus superbus
- Kleidocerys resedae – dziobik brzozowiec
- Lygaeus equestris – zwiniec rycerzyk, spodziec rycerzyk
- Lygaeus simulans
- Melanocoryphus albomaculatus
- Nithecus jacobaeae – bobul krótkoskrzydły
- Nysius cymoides – szarysz kabaczkowiec
- Nysius ericae – szarysz wrzosowiec
- Nysius graminicola
- Nysius helveticus
- Nysius senecionis
- Nysius thymi – szarysz macierzankowiec
- Ortholomus punctipennis – włochacz łupień
- Spilostethus saxatilis – zwiniec okrajkowy, spodziec okrajkowy
- Tropidophlebia costalis
- Tropidothorax leucopterus – zwińczak fałdowany

#### Żółwinkowate(Scutelleridae)
W Polsce 9 gatunków:
- Eurygaster austriaca – żółwinek austriacki
- Eurygaster maura – żółwinek zbożowy
- Eurygaster testudinaria – żółwinek żółwik
- Odontoscelis fuliginosa – tamurek wybredny
- Odontoscelis lineola – tamurek srebrnopasek
- Phimodera flori
- Phimodera humeralis – kalniszka guzkonóg
- Phimodera lapponica
- Psacasta exanthematica – żółwinek bezzębny

### Pluskwiaki półwodne(Gerromorpha)

#### Błotnicowate(Hebridae)
W Polsce dwa gatunki:
- Hebrus ruficeps
- Hebrus pusillus – błotnica przybrzeżna

#### Nartnikowate(Gerridae)
W Polsce stwierdzono 12 gatunków, w tym:
- Aquarius najas
- Aquarius paludum
- Gerris argentatus
- Gerris asper
- Gerris gibbifer – nartnik powierzchniowiec
- Gerris lacustris – nartnik duży
- Gerris lateralis – nartnik srebrnopasy
- Gerris odontogaster – nartnik dwuzębiec
- Gerris sphagnetorum
- Gerris thoracicus
- Limnoporus rufoscutellatus – nartnik szybiel

#### Plesicowate(Veliidae)
W Polsce 4 gatunki:
- Microvelia reticulata – plesiczka drobna
- Microvelia venoi
- Velia caprai – plesica klinowata
- Velia saulii

#### Poślizgowate(Hydrometridae)
W Polsce 2 gatunki:
- Hydrometra stagnorum – poślizg wysmukły
- Hydrometra gracilenta – poślizg żółtaczek

#### Wodziarkowate(Mesoveliidae)
W Polsce tylko jeden gatunek:
- Mesovelia furcata – wodziarka płowa

### Pluskwiaki wodne właściwe(Nepomorpha)

#### Pianówkowate(Pleidae)
W Polsce tylko jeden gatunek:
- Plea minutissima

#### Pluskolcowate(Notonectidae)
W Polsce 6 gatunków:
- Notonecta glauca – pluskolec pospolity
- Notonecta lutea – pluskolec żółtawek
- Notonecta maculata
- Notonecta obliqua
- Notonecta reuteri
- Notonecta viridis

#### Płoszczycowate(Nepidae)
W Polsce 2 gatunki:
- Nepa cinerea – płoszczyca szara
- Ranatra linearis – topielica, topielnica

#### Wioślakowate(Corixidae)
W Polsce 35 gatunków:
- Arctocorisa germari
- Callicorixa praeusta – wioślak czworokątnik
- Corixa affinis
- Corixa dentipes – wioślak wciętonogi
- Corixa panzeri
- Corixa punctata – wioślak punktowany
- Cymatia bonsdorffii
- Cymatia coleoptrata
- Cymatia rogenhoferi
- Glaenocorisa propinqua
- Hesperocorixa castanea
- Hesperocorixa linnaei
- Hesperocorixa moesta
- Hesperocorixa parallela
- Hesperocorixa sahlbergi – wioślak ośmioplamek
- Micronecta carpathica
- Micronecta griseola
- Micronecta minutissima
- Micronecta poweri
- Micronecta scholtzi
- Paracorixa concinna
- Sigara assimilis
- Sigara distincta
- Sigara falleni – wioślak ostrokątek
- Sigara fossarum
- Sigara hellensii
- Sigara iactans
- Sigara lateralis – wioślak zgrabnica
- Sigara limitata
- Sigara longipalis
- Sigara nigrolineata
- Sigara scotti
- Sigara semistriata
- Sigara stagnalis
- Sigara striata

#### Żyrytwowate(Naucoridae)
W Polsce jeden gatunek:
- żyrytwa pluskwowata (Ilyocoris cimicoides)

## Piersiodziobe(Sternorrhyncha)
W Polsce opisano ok. 1000 gatunków. Podział na infrarzędy za Lisem (2012):

### Mączliki(Aleyrodomorpha)

#### Mączlikowate(Aleyrodidae)
W Polsce stwierdzono 18 gatunków:
- Aleurochiton acerinus
- Aleurochiton aceris
- Aleurochiton pseudoplatani
- Aleuroclava similis
- Aleurolobus wunni
- Aleyrodes asari
- Aleyrodes lonicerae
- Aleyrodes proletella
- Bemisia carpini
- Bemisia obenbergeri
- Bemisia paveli
- Bemisia tabaci
- Calluneyrodes callunae
- Massilieurodes chittendeni
- Neopealius rubi
- Pealius quercus
- Siphoninus phillyreae
- Trialeurodes vaporariorum – mączlik szklarniowy

### Mszyce(Aphidomorpha)

#### Anoeciidae
W Polsce 7 gatunków:
- Anoecia corni – bezrurka świdwianka
- Anoecia furcata
- Anoecia major
- Anoecia pskovica
- Anoecia stipae
- Anoecia vagans
- Anoecia zirnitsi

#### Mszycowate(Aphididae)
W Polsce stwierdzono następujące gatunki:

- Acaudinum centaureae
- Acyrthosiphon auctum
- Acyrthosiphon boreale
- Acyrthosiphon caraganae
- Acyrthosiphon chelidonii
- Acyrthosiphon euphorbiae
- Acyrthosiphon ignotum
- Acyrthosiphon knechteli
- Acyrthosiphon lactucae
- Acyrthosiphon loti
- Acyrthosiphon malvae – mszyca truskawkowa większa
- Acyrthosiphon parvum
- Acyrthosiphon pisum – mszyca grochowa
- Allocotaphis quaestionis
- Ammiaphis sii
- Amphorophora ampullata
- Amphorophora gei
- Amphorophora idaei
- Amphorophora rubi – mszyca malinowo-jeżynowa
- Amphorosiphon pulmonariae
- Anthemidaphis oligommata
- Anuraphis catonii
- Anuraphis farfarae – mszyca gruszowo-podbiałowa
- Anuraphis subterranea
- Aphis acanthoidis
- Aphis acetosae
- Aphis affinis
- Aphis antherici
- Aphis austriaca
- Aphis balloticola
- Aphis berlinskii
- Aphis berteroae
- Aphis breviseta
- Aphis brohmeri
- Aphis brunellae
- Aphis bupleuri
- Aphis cacaliasteris
- Aphis calaminthae
- Aphis callunae
- Aphis cerastii
- Aphis chloris
- Aphis cirsiioleracei
- Aphis clematidis
- Aphis clinopodii
- Aphis comari
- Aphis commensalis
- Aphis comosa
- Aphis confusa
- Aphis coronillae
- Aphis craccae
- Aphis craccivora
- Aphis crepidis
- Aphis cytisorum
- Aphis davletshinae
- Aphis epilobiaria
- Aphis epilobii
- Aphis erigerontis
- Aphis eryngiiglomerata
- Aphis etiolata
- Aphis euphorbiae
- Aphis fabae – mszyca trzmielinowo-burakowa
- Aphis farinosa – mszyca wierzbowa pospolita
- Aphis forbesi – mszyca truskawkowa zielona
- Aphis frangulae
- Aphis funitecta
- Aphis galiiscabri
- Aphis genistae
- Aphis gentianae
- Aphis gossypii – mszyca ogórkowa
- Aphis grossulariae – mszyca agrestowa
- Aphis hederae – mszyca bluszczowa
- Aphis helianthemi
- Aphis hieracii
- Aphis holoenotherae
- Aphis hypochoeridis
- Aphis idaei – mszyca malinowa
- Aphis ilicis
- Aphis intybi
- Aphis jacobaeae
- Aphis janischi
- Aphis klimeschi
- Aphis korshunovi
- Aphis lambersi
- Aphis lamiorum
- Aphis leontodontis
- Aphis longini
- Aphis loti
- Aphis lotiradicis
- Aphis mammulata
- Aphis mamonthovae
- Aphis medicaginis
- Aphis mirifica
- Aphis molluginis
- Aphis montanicola
- Aphis nasturtii
- Aphis newtoni
- Aphis oenotherae
- Aphis origani
- Aphis picridicola
- Aphis pilosellae
- Aphis plantaginis
- Aphis podagrariae
- Aphis pollinaria
- Aphis polygonata
- Aphis pomi – mszyca jabłoniowa
- Aphis praeterita
- Aphis proffti
- Aphis psammophila
- Aphis pseudocomosa
- Aphis pulsatillicola
- Aphis roepkei
- Aphis ruborum
- Aphis rumicis
- Aphis salicariae
- Aphis salviae
- Aphis sambuci – mszyca bzowa
- Aphis sanguisorbae
- Aphis schilderi
- Aphis schneideri – mszyca porzeczkowa
- Aphis sedi
- Aphis selini
- Aphis serpylli
- Aspidaphis adjuvans
- Aulacorthum aegopodii
- Aulacorthum flavum
- Aulacorthum knautiae
- Aulacorthum langei
- Aulacorthum majanthemi
- Aulacorthum palustre
- Aulacorthum rufum
- Aulacorthum sedens
- Aulacorthum solani
- Aulacorthum speyeri
- Brachycaudus amygdalinus
- Brachycaudus ballotae
- Brachycaudus cardui – mszyca śliwowo-ostowa
- Brachycaudus cerinthis
- Brachycaudus divaricatae
- Brachycaudus helichrysi – mszyca śliwowo-kocankowa
- Brachycaudus klugkisti
- Brachycaudus lamii
- Brachycaudus lateralis
- Brachycaudus linariae
- Brachycaudus lucifugus
- Brachycaudus lychnidis
- Brachycaudus mordvilkoi
- Brachycaudus napelli
- Brachycaudus persicae
- Brachycaudus populi
- Brachycaudus prunicola
- Brachycaudus rumexicolens
- Brachycaudus salicinae
- Brachycaudus schwartzi
- Brachycaudus sedi
- Brachycaudus spiraeae
- Brachycaudus tragopogonis
- Brachycolus cerastii
- Brachycolus cucubali
- Brachycolus stellariae
- Brachycorynella asparagi – mszyca szparagowa
- Brevicoryne brassicae – mszyca kapuściana
- Capitophorus carduinus
- Capitophorus elaeagni
- Capitophorus hippophaes
- Capitophorus horni
- Capitophorus pakansus
- Capitophorus similis
- Cavariella aegopodii – mszyca wierzbowo-marchwiowa
- Cavariella archangelicae
- Cavariella cicutae
- Cavariella intermedia
- Cavariella konoi
- Cavariella pastinacae
- Cavariella salicicola
- Cavariella theobaldi
- Ceruraphis eriophori
- Chaetosiphon alpestre
- Chaetosiphon potentillae
- Chaetosiphon tetrarhodum
- Chondrillobium blattnyi
- Coloradoa abrotani
- Coloradoa absinthii
- Coloradoa achilleae
- Coloradoa angelicae
- Coloradoa artemisiae
- Coloradoa campestrella
- Coloradoa campestris
- Coloradoa huculaki
- Coloradoa inodorella
- Coloradoa tanacetina
- Corylobium avellanae
- Cryptaphis poae
- Cryptomyzus alboapicalis
- Cryptomyzus ballotae
- Cryptomyzus galeopsidis – mszyca porzeczkowo-poziewnikowa
- Cryptomyzus korschelti
- Cryptomyzus leonuri
- Cryptomyzus ribis – mszyca porzeczkowo-czyściecowa
- Cryptomyzus stachydis
- Cryptosiphum artemisiae
- Cryptosiphum brevipilosum
- Dysaphis angelicae
- Dysaphis anthrisci
- Dysaphis apiifolia
- Dysaphis aucupariae
- Dysaphis bonomii
- Dysaphis brancoi
- Dysaphis chaerophylli
- Dysaphis crataegi – mszyca głogowo-marchwiana
- Dysaphis devecta
- Dysaphis hirsutissima
- Dysaphis lappae
- Dysaphis laserpitii
- Dysaphis lauberti
- Dysaphis leefmansi
- Dysaphis newskyi
- Dysaphis oreoselini
- Dysaphis plantaginea – mszyca jabłoniowo-babkowa
- Dysaphis plantaginis
- Dysaphis pyri – mszyca gruszowo-przytuliowa
- Dysaphis radicola
- Dysaphis ranunculi
- Dysaphis sorbi
- Dysaphis tulipae – mszyca tulipanowa mniejsza
- Elatobium abietinum – mszyca świerkowa zielona
- Eucallipterus tiliae – zdobniczka lipowa
- Hayhurstia atriplicis
- Hyadaphis bicincta
- Hyadaphis bupleuri
- Hyadaphis coriandri
- Hyadaphis foeniculi
- Hyadaphis passerinii
- Hyadaphis polonica
- Hyalopteroides humilis
- Hyalopterus amygdali – mszyca brzoskwiniowo-trzcinowa
- Hyalopterus pruni – mszyca śliwowo-trzcinowa
- Hydaphias hofmanni
- Hydaphias molluginis
- Hydaphias mosana
- Hyperomyzus lactucae – mszyca porzeczkowo-mleczowa
- Hyperomyzus lampsanae
- Hyperomyzus pallidus
- Hyperomyzus picridis
- Hyperomyzus rhinanthi
- Hyperomyzus zirnitsi
- Idiopterus nephrelepidis
- Illinoia azaleae
- Impatientinum asiaticum
- Impatientinum balsamines
- Jacksonia papillata
- Linosiphon asperulophagum
- Linosiphon galii
- Linosiphon galiophagum
- Liosomaphis berberidis – mszyca kwaśnicowa
- Lipaphis alliariae
- Lipaphis erysimi
- Lipaphis fritzmuelleri
- Lipaphis rossi
- Lipaphis ruderalis
- Lipaphis turritella
- Longicaudus trirhodus – mszyca różano-rutewkowa
- Macrosiphoniella abrotani
- Macrosiphoniella absinthii
- Macrosiphoniella artemisiae
- Macrosiphoniella asteris
- Macrosiphoniella dimidiata
- Macrosiphoniella hillerislambersi
- Macrosiphoniella jankei
- Macrosiphoniella kaufmanni
- Macrosiphoniella medvedevi
- Macrosiphoniella millefolii
- Macrosiphoniella oblonga
- Macrosiphoniella persequens
- Macrosiphoniella ptarmicae
- Macrosiphoniella sanborni – mszyca złocieniowa
- Macrosiphoniella sejuncta
- Macrosiphoniella staegeri
- Macrosiphoniella subaequalis
- Macrosiphoniella subterranea
- Macrosiphoniella tanacetaria
- Macrosiphoniella tapuskae
- Macrosiphoniella usquertensis
- Macrosiphum albifrons
- Macrosiphum amygdaloides
- Macrosiphum atragenae
- Macrosiphum cholodkovskyi
- Macrosiphum daphnidis
- Macrosiphum euphorbiae – mszyca smugowa
- Macrosiphum funestum
- Macrosiphum gei
- Macrosiphum knautiae
- Macrosiphum lisae
- Macrosiphum melampyri
- Macrosiphum oredonense
- Macrosiphum prenanthidis
- Macrosiphum rosae – mszyca różano-szczeciowa
- Macrosiphum silvaticum
- Macrosiphum stellariae
- Macrosiphum tinctum
- Masonaphis azaleae – mszyca azaliowa
- Megoura litoralis
- Megoura viciae
- Megourella purpurea
- Megourella tribulis
- Melanaphis luzulella
- Melanaphis pyraria
- Metopeurum enslini
- Metopeurum fuscoviride
- Metopolophium albidum
- Metopolophium dirhodum – mszyca różano-trawowa
- Metopolophium fasciatum
- Metopolophium festucae
- Metopolophium tenerum
- Microlophium carnosum
- Microlophium sibiricum
- Microsiphum jazykovi
- Microsiphum millefolii
- Microsiphum woronieckae
- Muscaphis escherichi
- Muscaphis musci
- Myzaphis rosarum
- Myzus ajugae
- Myzus ascalonicus
- Myzus cerasi – mszyca czereśniowa
- Myzus certus
- Myzus langei
- Myzus ligustri – mszyca ligustrowa
- Myzus lythri
- Myzus myosotidis
- Myzus ornatus
- Myzus persicae – mszyca brzoskwiniowa
- Myzus titschaki
- Myzus varians
- Nasonovia compositellae
- Nasonovia pilosellae
- Nasonovia ribisnigri
- Neoamphorophora ledi
- Neomariaella lambersi
- Neomyzus circumflexum – mszyca szklarniowa plamista
- Neopterocomma asiphum
- Ossiannilssonia oelandica
- Ovatomyzus chamaedrys
- Ovatomyzus stachyos
- Ovatus crataegarius
- Ovatus insitus
- Ovatus mentharius
- Paczoskia longipes
- Paczoskia major
- Paczoskia obtecta
- Paramyzus heraclei
- Paraphorodon cannabis
- Phorodon humuli – mszyca śliwowo-chmielowa
- Pleotrichophorus deviatus
- Pleotrichophorus duponti
- Pleotrichophorus glandulosus
- Pleotrichophorus helichrysi
- Pleotrichophorus persimilis
- Plocamaphis amerinae
- Plocamaphis flocculosa
- Protaphis anthemidis
- Protaphis carlinae
- Protaphis elongata
- Protaphis hartigi
- Pseudacaudella rubida
- Pseudobrevicoryne buhri
- Pseudobrevicoryne erysimi
- Pterocomma jacksoni
- Pterocomma pilosum
- Pterocomma populeum
- Pterocomma rufipes
- Pterocomma salicis – mszyca wierzbowa pniowa
- Pterocomma tremulae
- Rhodobium porosum
- Rhopalomyzus lonicerae
- Rhopalomyzus poae
- Rhopalosiphoninus calthae
- Rhopalosiphoninus heikinheimoi
- Rhopalosiphoninus latysiphon
- Rhopalosiphoninus maianthemi
- Rhopalosiphoninus ribesinus
- Rhopalosiphoninus staphyleae
- Rhopalosiphum insertum – mszyca jabłoniowo-zbożowa
- Rhopalosiphum maidis
- Rhopalosiphum nymphaeae
- Rhopalosiphum padi – mszyca czeremchowo-zbożowa
- Rhopalosiphum rufulum
- Schizaphis agrostis
- Schizaphis caricis
- Schizaphis dubia
- Schizaphis graminum
- Schizaphis holci
- Schizaphis jaroslavi
- Schizaphis longicaudata
- Schizaphis nigerrima
- Schizaphis palustris
- Schizaphis rufula
- Schizaphis scirpi
- Schizaphis wahlgreni
- Schizaphis weingaertneriae
- Semiaphis anthrisci
- Semiaphis dauci – mszyca marchwiowa ondulująca
- Semiaphis pimpinellae
- Sitobion avenae – mszyca zbożowa większa
- Sitobion dryopteridis
- Sitobion equiseti
- Sitobion fragariae
- Sitobion paludum
- Sitobion ptericolens
- Smiela fusca
- Spatulophorus incanae
- Staegeriella necopinata
- Subacyrthosiphon cryptobium
- Taiwanomyzus alpicola
- Titanosiphon artemisiae
- Toxopterina vandergooti
- Trichosiphonaphis corticis
- Tubaphis ranunculina
- Uroleucon achilleae
- Uroleucon aeneum
- Uroleucon campanulae
- Uroleucon carlinae
- Uroleucon chondrillae
- Uroleucon cichorii
- Uroleucon cirsii
- Uroleucon doronici
- Uroleucon ensifoliae
- Uroleucon erigeronense
- Uroleucon grossum
- Uroleucon hypochoeridis
- Uroleucon inulicola
- Uroleucon jaceae
- Uroleucon jaceicola
- Uroleucon leontodontis
- Uroleucon murale
- Uroleucon nigrocampanulae
- Uroleucon obscurum
- Uroleucon picridis
- Uroleucon pilosellae
- Uroleucon pseudoambrosiae
- Uroleucon pulicariae
- Uroleucon rapunculoidis
- Uroleucon simile
- Uroleucon solidaginis
- Uroleucon sonchi
- Uroleucon tanaceti
- Uroleucon taraxaci
- Uroleucon telekiae
- Uroleucon tussilaginis
- Vesiculaphis theobaldi
- Volutaphis schusteri
- Wahlgreniella ossiannilssoni
- Xerobion judenkoi
- Zinia veronicae

#### Bawełnicowate(Eriosomatidae)
W Polsce stwierdzono:
- Aploneura lentisci
- Baizongia pistaciae
- Colopha compressa – bawełnica wiązowo-turzycowa
- Eriosoma anncharlotteae
- Eriosoma lanigerum – bawełnica korówka
- Eriosoma lanuginosum – bawełnica wiązowo-gruszowa
- Eriosoma patchiae
- Eriosoma ulmi – bawełnica wiązowo-porzeczkowa
- Forda formicaria
- Forda marginata
- Forda pawlowae
- Geoica setulosa
- Geoica utricularia
- Gootiella alba
- Gootiella tremulae – bawełnica osikowo-jałowcowa
- Kaltenbachiella pallida
- Mimeuria ulmiphila
- Mordvilkoja vagabunda
- Pachypappa marsupialis
- Pachypappa populi
- Pachypappa tremulae
- Pachypappa vesicalis – bawełnica topolowo-świerkowa
- Pachypappa warshavensis
- Pachypappella lactea
- Paracletus bykovi
- Paracletus cimiciformis
- Patchiella reaumuri
- Pemphigus betae
- Pemphigus borealis
- Pemphigus bursarius – bawełnica topolowo-sałatowa
- Pemphigus fuscicornis
- Pemphigus immunis
- Pemphigus phenax – bawełnica topolowa
- Pemphigus populinigrae
- Pemphigus protospirae
- Pemphigus spyrothecae
- Prociphilus bumeliae – bawełnica jesionowo-jodłowa
- Prociphilus fraxini
- Prociphilus pini – bawełnica głogowo-sosnowa
- Prociphilus xylostei
- Smynthurodes betae
- Tetraneura africana
- Tetraneura ulmi – bawełnica wiązowo-zbożowa
- Thecabius affinis
- Thecabius lysimachiae – bawełnica topolowo-tojeściowa

#### Hormaphididae
W Polsce 3 gatunki:
- Cerataphis lataniae
- Hamamelistes betulinus
- Hormaphis betulae

#### Ochojnikowate(Adelgidae)
- obiałka pędowa, ochojnik pędowy (Dreyfusia nordmannianae)
- obiałka jodłowo-korowa, ochojnik jodłowo-korowy (Dreyfusia piceae)
- przybyszka daglezjowa (Gilletteella coolleyi)
- ochojnik świerkowiec (Sacchiphantes viridis)

#### Callaphididae
- mszyca orzechowa mniejsza (Chromaphis juglandicola)

#### Mindaridae
W Polsce 2 gatunki:
- Mindarus abietinus
- Mindarus obliquus

#### Miodownicowate(Lachnidae)
W Polsce stwierdzono następujące gatunki:
- Cinara acutirostris
- Cinara brauni
- Cinara cembrae
- Cinara confinis
- Cinara costata
- Cinara cuneomaculata
- Cinara cupressi
- Cinara hyperophila
- Cinara juniperi
- Cinara kochiana kochiana
- Cinara laricis
- Cinara mordvilkoi
- Cinara neubergi
- Cinara nuda
- Cinara pectinatae
- Cinara piceae – miodownica pniowoświerkowa
- Cinara piceicola
- Cinara pilicornis
- Cinara pilosa
- Cinara pinea
- Cinara pini – miodownica sosnowa
- Cinara pinihabitans
- Cinara piniphila
- Cinara pruinosa pruinosa
- Cinara tujafilina
- Eulachnus agilis
- Eulachnus alticola
- Eulachnus brevipilosus
- Eulachnus cembrae
- Eulachnus nigricola
- Eulachnus rileyi
- Lachnus longirostris
- Lachnus pallipes
- Lachnus roboris – miodownica dębówka
- Maculolachnus submacula
- Neotrama caudata
- Neotrama maritima
- Protrama flavescens
- Protrama longitarsus
- Protrama ranunculi
- Schizolachnus pineti
- Stomaphis graffii
- Stomaphis longirostris
- Stomaphis quercus – miodownica dębowo-brzozowa
- Trama centaureae
- Trama rara
- Trama troglodytes
- Tuberolachnus salignus

#### Thelaxidae
W Polsce 4 gatunki:
- Glyphina betulae
- Glyphina jacutensis
- Thelaxes dryophila
- Thelaxes suberi

#### Wińcowate(Phylloxeridae)
W Polsce 6 gatunków:
- Acanthochermes quercus
- Phylloxera coccinea
- Phylloxera glabra
- Phylloxerina capreae
- Phylloxerina salicis
- Viteus vitifoliae – filoksera winiec

### Czerwce(Coccinea)

#### Brzózkowate(Steingeliidae)
W Polsce tylko 1 gatunek:
- Steingelia gorodetskia

#### Drewnikowate(Xylococcidae)
W Polsce tylko 1 gatunek:
- Xylococcus filiferus

#### Gwiazdoszowate(Asterolecaniidae)
W Polsce 4 gatunki:
- Asterodiaspis quercicola
- Asterodiaspis variolosa
- Asterolecanium epidendri
- Planchonia arabidis

#### Kermesowate(Kermesidae)
W Polsce 2 gatunki:
- Kermes quercus
- Kermes roboris

#### Korowinowcowate(Matsucoccidae)
W Polsce tylko 1 gatunek:
- Matsucoccus pini

#### Miłkowate(Cerociccidae)
W Polsce tylko 1 gatunek:
- Cerococcus cycliger

#### Misecznikowate(Coccidae)
W Polsce stwierdzono:

- Ceroplastes rusci
- Coccus hesperidum
- Eriopeltis festucae
- Eriopeltis lichtensteini
- Eriopeltis stammeri
- Eucalymnatus tessellatus
- Eulecanium ciliatum
- Eulecanium douglasi
- Eulecanium franconicum
- Eulecanium sericeum
- Eulecanium slavum
- Eulecanium tiliae
- Lecanopsis formicarum
- Lecanopsis subterranea
- Luzulaspis dactylis
- Luzulaspis frontalis
- Luzulaspis luzulae
- Luzulaspis nemorosa
- Luzulaspis pieninica
- Luzulaspis scotica
- Nemolecanium graniformis
- Palaeolecanium bituberculatum
- Parafairmairia bipartita
- Parafairmairia gracilis
- Parasaissetia nigra
- Parthenolecanium corni – misecznik śliwowy
- Parthenolecanium fletcheri
- Parthenolecanium perlatum
- Parthenolecanium persicae
- Parthenolecanium pomeranicum
- Parthenolecanium rufulum
- Parthenolecanium smreczynskii
- Phyllostroma myrtilli
- Physokermes hemicryphus
- Physokermes piceae – miechun świerkowy
- Psilococcus ruber
- Pulvinaria floccifera
- Pulvinaria vitis
- Saissetia coffeae
- Saissetia oleae
- Sphaerolecanium prunastri
- Vittacoccus longicornis

#### Monophlebidae
W Polsce tylko 1 gatunek:
- Paleococcus fuscipennis

#### Szczelinczykowate(Cryptococcidae)
W Polsce tylko 2 gatunki:
- Cryptococcus fagisuga
- Pseudochermes fraxini

#### Tarcznikowate(Diaspididae)
W Polsce stwierdzono 47 gatunków:
- Abrallaspis cyanophylli
- Aonidia lauri
- Aonidiella aurantii
- Aspidiotus nerii
- Aspidiotus palmarum
- Aulacaspis rosae
- Carulaspis juniperi – tarcznik jałowcowiec
- Chionaspis salicis
- Chrysomphalus aonidum
- Chrysomphalus dictyospermi
- Diaspidiotus alni
- Diaspidiotus bavaricus
- Diaspidiotus gigas
- Diaspidiotus marani
- Diaspidiotus ostreaeformis (Quadraspidiotus ostreaeformis[71]) – tarcznik ostrygowiec
- Diaspidiotus perniciosus (Quadraspidiotus perniciosus[71]) – tarcznik niszczyciel
- Diaspidiotus pyri
- Diaspidiotus zonatus (Quadraspidiotus zonatus[71])
- Diaspis boisduvalii
- Diaspis bromeliae
- Diaspis echinocacti
- Dynaspidiotus abietis – tarcznik jodłowy
- Dynaspidiotus britannicus
- Fiorinia fioriniae
- Furchadaspis zamiae
- Gymnaspis aechmeae
- Hemiberlesia gliwicensis
- Hemiberlesia lataniae
- Hemiberlesia palmae
- Hemiberlesia rapax
- Howardia biclavis
- Kuwanaspis pseudoleucaspis
- Lepidosaphes conchiformis
- Lepidosaphes juniperi
- Lepidosaphes newsteadi
- Lepidosaphes ulmi (Paralatoria ulmi) – skorupik jabłoniowy
- Leucaspis lowi
- Leucaspis pergandii
- Leucaspis pini
- Leucaspis proteus
- Oceanaspidiotus spinosus
- Parlatoria parlatoriae
- Pinnaspis aspidistrae
- Pinnaspis strachani
- Pseudaulacaspis pentagona
- Rhizaspidiotus canariensis
- Umbaspis regularis

#### Czerwcowate(Margarodidae)
W Polsce 2 gatunki:
- Neomargarodes festucae
- Porphyrophora polonica – czerwiec polski

#### Wełnowcowate(Pseudococcidae)
W Polsce stwierdzono następujące gatunki:
- Atrococcus cracens
- Atrococcus paludinus
- Balanococcus boratynskii
- Boreococcus ingricus
- Brevennia pulveraria
- Chaetococcus sulci
- Chnaurococcus subterranea
- Coccura comari
- Dysmicoccus balticus
- Dysmicoccus walkeri
- Fonscolombia europaea
- Fonscolombia tomlini
- Heliococcus bohemicus
- Heliococcus destructor
- Heliococcus radicicola
- Heliococcus sulci
- Heterococcus nudus
- Kiritshenkella lianae
- Longicoccus festucae
- Longicoccus psammophilus
- Metadenopus festucae
- Nipaecoccus nipae
- Peliococcopsis parvicerarius
- Peliococcus balteatus
- Peliococcus manifectus
- Phenacoccus aceris
- Phenacoccus bicerarius
- Phenacoccus porifera
- Planococcus citri – wełnowiec cytrusowiec
- Planococcus vovae
- Pseudococcus longispinus – wełnowiec szklarniowiec
- Pseudococcus maritimus
- Puto pilosellae
- Puto superbus
- Rhizoecus cacticans
- Rhizoecus dianthi
- Rhodania morrisonii
- Rhodania occulta
- Ripersia corynephori
- Ripersiella halophila
- Spinococcus calluneti
- Spinococcus evelinae
- Spinococcus hordei
- Spinococcus interruptus
- Spinococcus phenacoccoides
- Spinococcus piceae
- Trionymus aberrans
- Trionymus hamberdi
- Trionymus isfarensis
- Trionymus multivorus
- Trionymus newsteadi
- Trionymus perrisii
- Trionymus phalaridis
- Trionymus radicum
- Trionymus singularis
- Trionymus thulensis
- Trionymus tomlini
- Volvicoccus stipae

#### Zabielicowate(Ortheziidae)
W Polsce stwierdzono następujące gatunki:
- Arctorthezia cataphracta
- Newsteadia floccosa
- Orthezia insignis
- Orthezia urticae – zabielica pokrzywnik
- Ortheziola vejdovskyi

### Koliszki(Psylliformes)

#### Aphalaridae
W Polsce stwierdzono:
- Aphalara affinis
- Aphalara borealis
- Aphalara calthae
- Aphalara exilis
- Aphalara maculipennis
- Aphalara polygoni
- Aphalaroida ericae
- Camaratoscena speciosa
- Craspedolepta alevtinae
- Craspedolepta artemisiae
- Craspedolepta flavipennis
- Craspedolepta latior
- Craspedolepta malachitica
- Craspedolepta nebulosa
- Craspedolepta nervosa
- Craspedolepta omissa
- Craspedolepta sonchi
- Craspedolepta subpunctata
- Rhinocola aceris

#### Liviidae
W Polsce stwierdzono 3 gatunki:
- Diraphia crefeldensis
- Diraphia limbata
- Livia juncorum

#### Miodówkowate(Psyllidae)
W Polsce stwierdzono następujące gatunki:
- Alloeoneura radiata
- Arytaina genistae
- Floria horvathi
- Livilla ulicis
- Psylla abdominalis
- Psylla albipes
- Psylla alni
- Psylla alpina
- Psylla ambigua
- Psylla betulae
- Psylla buxi – miodówka bukszpanowa
- Psylla crataegi
- Psylla elegantula
- Psylla flori
- Psylla foersteri – miodówka czarnoolszynowa
- Psylla fusca
- Psylla hartigi
- Psylla hippophae
- Psylla iteophila
- Psylla klapaleki
- Psylla ledi
- Psylla mali – miodówka jabłoniowa
- Psylla melanoneura
- Psylla moscovita
- Psylla myrtilli
- Psylla nigrita
- Psylla parvipennis
- Psylla peregrina – miodówka drobna
- Psylla pruni
- Psylla pulchra
- Psylla pyri
- Psylla pyricola – miodówka gruszowa
- Psylla pyrisuga
- Psylla saliceti
- Psylla sorbi
- Psylla ulmi – miodówka wiązowa
- Psylla visci
- Psylla zetterstedti
- Psyllopsis discrepans
- Psyllopsis fraxini – ulotka jesionowa
- Psyllopsis fraxinicola – ulotka bezplama
- Psyllopsis proprius

#### Golanicowate(Triozidae)
W Polsce stwierdzono następujące gatunki:

- Bactericera perrisi
- Trichochermes walkeri – owłoś kruszynowiec
- Trioza abdominalis
- Trioza acutipennis
- Trioza agrophila
- Trioza alacris
- Trioza albiventris
- Trioza apicalis
- Trioza bohemica
- Trioza centranthi
- Trioza cerastii
- Trioza chenopodii
- Trioza coriacea
- Trioza curvatinervis
- Trioza dispar
- Trioza femoralis
- Trioza flavipennis
- Trioza foersteri
- Trioza galii
- Trioza maura
- Trioza modesta
- Trioza munda
- Trioza nigricornis
- Trioza obliqua
- Trioza pallida
- Trioza proxima
- Trioza remota – bolanica dębowa
- Trioza reuteri
- Trioza rhamni
- Trioza rotundata
- Trioza rumicis
- Trioza salicivora
- Trioza saxifragae
- Trioza schranki
- Trioza senecionis
- Trioza striola
- Trioza tatrensis
- Trioza urticae – bolanica pokrzywowa
- Trioza viridula – golanica zielonka